# Paul Greengrass
Paul Greengrass (13. srpna 1955 Cheam, Anglie) je anglický filmový režisér, producent a scenárista. Jeho specialitou jsou filmy natočené podle skutečných událostí, pro jeho snímky je typická ručně držená kamera. Jeho druhý film určený pro kina, Krvavá neděle (2002), obdržel Zlatého medvěda na Berlínském mezinárodním filmovém festivalu. Greengrass také režíroval tři filmy z akční série o agentu Bournovi: Bournův mýtus (2004), Bourneovo ultimátum (2007) a  Jason Bourne (2016). V roce 2007 byl jeho film Let číslo 93 nominován na Oscara za nejlepší režii a Greengrass za něj také obdržel Cenu BAFTA za nejlepší režii.
Je spoluautorem knihy Spycatcher ze zákulisí tajných služeb. V letech 2007–2014 stál v čele Directors UK, britské organizace sdružující režiséry audiovizuálních děl.

## Režijní filmografie
- Zmrtvýchvstalý (1989)
- Open Fire (1994)
- The One That Got Away (1996)
- The Fix (1997)
- Teorie létání (1998)
- The Murder of Stephen Lawrence (1999)
- Krvavá neděle  (2002)
- Bournův mýtus  (2004)
- Let číslo 93 (2006)
- Bourneovo ultimátum (2007)
- Zelená zóna (2010)
- Kapitán Phillips  (2013)
- Jason Bourne (2016)
- Bylo jich pět (2017)
- 22. července (2018)
- Zprávy ze světa (2020)